# Amaurobius asuncionis
Amaurobius asuncionis là một loài nhện trong họ Amaurobiidae.
Loài này thuộc chi Amaurobius. Amaurobius asuncionis được Cândido Firmino de Mello-Leitão miêu tả năm 1946.